# Boplats Göteborg
Boplats Göteborg AB är en bostadsförmedling för den som letar hyresrätt inom pendlingsavstånd till Göteborg. Boplats Göteborg AB ägs av Göteborgs kommun. 
Boplats är en bostadsförmedling för alla som kan söka hyresrätt på egen hand. Som bostadsförmedling arbetar man med likabehandling och ser till att ingen diskrimineras. Alla lägenheter förmedlas enligt kötid. Om hyresvärden inte godkänner en bostadssökande får den en tydlig förklaring om varför.
Du kan söka lägenheter genom att skapa ett konto på boplats.se och betala den årliga avgiften. Du anmäler själv intresse för de lägenheter du är intresserad av. Lägenhetsannonserna kommer både från kommunala bostadsbolag och privata fastighetsägare.
Boplats har inget individuellt bostadssocialt uppdrag vilket innebär att Boplats inte får ta personlig hänsyn eller ge förtur på grund av sociala eller medicinska skäl. Alla villkor för att få hyra en lägenhet bestäms av hyresvärden som äger lägenheten.
Boplats informerar även bostadssökande och andra intressenter om vad som händer på bostadsmarknaden. Man deltar i och anordnar mässor och informationskvällar. Man presenterar även olika bostadsformer eller områden, och ordnar samt deltar i evenemang mot särskilda målgrupper. Målet är att föra samman bostadssökande och fastighetsägare, både genom fysiska möten och genom att förmedla information. På boplats.se finns  information om vad som händer på marknaden och tips och hjälp om hur du hittar fram till olika bostadsformer.

## Historik och uppdrag
Boplats Göteborg AB startade sin verksamhet 1994 i ett samarbete mellan Göteborgs stad och hyresvärdar i Göteborg. 
Boplats Göteborg AB är sedan september 2019 ett helägt bolag inom Göteborgs Stads bolagskoncern, placerat direkt under koncernen Göteborgs Stadshus AB.